# Trigonodes hyppasiana
Trigonodes hyppasiana är en fjärilsart som beskrevs av Embrik Strand 1917. Trigonodes hyppasiana ingår i släktet Trigonodes och familjen nattflyn. Inga underarter finns listade i Catalogue of Life.